# Christine Bauhardt
Christine Bauhardt (* 1962 in Mannheim) ist eine deutsche Politikwissenschaftlerin. Sie hat die Professur für das Fachgebiet Gender und Globalisierung an der Humboldt-Universität zu Berlin inne.

## Leben
Bauhardt absolvierte von 1981 bis 1990 ihr Studium der Politikwissenschaft, Romanistik und Pädagogik in Freiburg, Marseille und Hamburg. In den beiden folgenden Jahren war sie als wissenschaftliche Hilfskraft an der Universität Essen tätig. 1993 erhielt sie im Rahmen des Graduiertenkollegs Geschlechterverhältnis und sozialer Wandel. Handlungsspielräume und Definitionsmacht von Frauen ein Stipendium der Deutschen Forschungsgemeinschaft. Im Jahr darauf promovierte Bauhardt an der Universität Essen. Thema ihrer Dissertation ist der Zusammenhang von Verkehrspolitik und Stadtentwicklung aus feministischer Sicht. Aufgrund der besonderen kommunalwissenschaftlichen Bedeutung der Arbeit erhielt Bauhardt eine Prämie des Deutschen Instituts für Urbanistik. In der Zeit von 1994 bis 1999 bekleidete sie den Posten einer wissenschaftlichen Assistentin im Bereich Frauenforschung und Wohnungswesen an der Fakultät Raumplanung an der Universität Dortmund. 1998 und 1999 war Bauhardt zudem als Gastwissenschaftlerin am Centre National de la Recherche Scientifique in Aix-en-Provence tätig, wo sie sich mit empirischer Forschung zum Thema Stadtentwicklung und Migration in Marseille beschäftigte. 1999 erhielt Bauhardt die zweijährige Gastprofessur Gender Planning – Frauen- und Geschlechterforschung in der Raum- und Umweltplanung am Institut für Landschafts- und Umweltplanung an der TU Berlin.
Von 2002 bis 2005 war die Politologin als Oberassistentin am Institut für Stadt- und Regionalplanung der TU Berlin tätig; im Jahre 2003 arbeitete sie als Gastwissenschaftlerin an der Maison des Science de l`Homme in Paris.
Seit dem Wintersemester 2005/2006 ist Christine Bauhardt Professorin an der Humboldt-Universität zu Berlin, wo sie das Fachgebiet Gender und Globalisierung leitet.
Im Sommersemester 2014 nahm sie an der Universität Trier eine Stelle als Gastprofessorin im Fachbereich Geographie wahr.

## Werk und Forschungsschwerpunkte
Bauhardt beschäftigt sich insbesondere mit den Themenfeldern Theorie und Politik räumlicher Planung, Migration und Stadtentwicklung sowie Nachhaltigkeit und Geschlechterverhältnis. Diesen Forschungsinteressen widmet sie sich beispielsweise in ihrer Publikation Entgrenzte Räume. Zu Theorie und Politik räumlicher Planung (2004). Bauhardt versteht Raumplanung hier als Handlungswissenschaft, die sich im Spannungsverhältnis zwischen zwei Aufgaben befindet: der Entwicklung normativer Handlungskonzepte und konkreter Handlungsalternativen einerseits und der Analyse des sozialen und politischen Kontextes, in dem sich planerisches Handeln vollziehe, andererseits. So betont Bauhardt die Gleichzeitigkeit von Produktion und Reproduktion räumlicher Verhältnisse. Dabei geht Bauhardt davon aus, dass räumliche Planung in einem Geflecht von Politiken, Diskursen und sozialen Prozessen agiert und sich somit rein pragmatischen Lösungsvorschlägen verweigert. Wie im Untertitel (Zu Theorie und Politik räumlicher Planung) bereits verdeutlicht, hält Bauhardt einen fundierten politikwissenschaftlichen Zugang zur Planungstheorie für zuträglich, um den verschiedenen Anforderungen an die Raumplanung gerecht zu werden. Damit weist Bauhardt auf ein allgemeines Defizit in raumplanerischen Diskursen und Studiengängen hin. Durch die Einbeziehung der Perspektive des Geschlechterverhältnisses in ihre theoretischen Überlegungen erweitert Bauhardt in dieser und vielen anderen ihrer Publikationen zudem den analytischen Blick über unmittelbar an der Raumplanung beteiligte Akteure und Institutionen hinaus. So wird die theoretische Dekonstruktion von Machtverhältnissen, die nicht zuletzt in raumstrukturierenden Praktiken manifest sind, ermöglicht und damit ein Verständnis räumlicher Strukturen erzeugt, welches für die Demokratisierung der Planungspraxis notwendig ist. Nach Bauhardt muss sich die Raumplanung heute insbesondere folgenden Herausforderungen stellen: Zum einen gilt es, die Folgen wirtschaftlicher und sozialer Globalisierung (z. B. Migration) zu bewältigen; des Weiteren muss die Problematik, die sich aus der Knappheit und der Ungleichverteilung natürlicher Ressourcen ergibt, in raumplanerische Überlegungen einbezogen werden. Zudem bedeutet der Abbau staatlicher Steuerungskompetenz in Form zunehmender Privatisierung den Bedeutungsverlust hoheitlicher Planungsvorgaben und erfordert damit ein neues, möglicherweise stärker auf Partizipation ausgerichtetes Selbstverständnis von Planungstheorie und -praxis.

## Schriften (Auswahl)
Monographien
- Entgrenzte Räume. Zu Theorie und Politik räumlicher Planung. Wiesbaden 2004, ISBN 3-8100-3822-9.
- Stadtentwicklung und Verkehrspolitik. Eine Analyse aus feministischer Sicht. Basel u. a. 1995, ISBN 3-7643-5198-5.

Herausgeberschaften
- Räume der Emanzipation. Wiesbaden 2004, ISBN 3-531-14368-9.
- zusammen mit Angelika von Wahl: Gender and Politics. „Geschlecht“ in der feministischen Politikwissenschaft. Opladen 1999, ISBN 3-8100-2240-3.
- zusammen mit Ruth Becker: Durch die Wand! Feministische Konzepte zur Raumentwicklung. Pfaffenweiler, Pfaffenweiler 1997, ISBN 3-8255-0144-2.
- Ortswechsel – Blickwechsel: Frauenräume in der Migration, Bielefeld 1996, ISBN 3-89370-241-5.